# 히라오카 야스히로
히라오카 야스히로(일본어: 平岡 康裕, 1986년 5월 23일 ~ )는 일본의 축구 선수이다.

## 구단 경력
그는 2005년부터 2023년까지 J리그의 시미즈 에스펄스, 콘사돌레 삿포로, 베갈타 센다이, 에히메 FC에서 활동하였다.